# Cappella sacrario ai caduti di Kindu
La cappella del Sacrario "caduti di Kindu" è un monumento funebre situato in prossimità dell'aeroporto militare di Pisa per ricordare l'eccidio di Kindu.

## Storia
Nel novembre del 1961 tredici aviatori italiani impegnati in una missione umanitaria vengono uccisi nella località di Kindu, in Congo. Il Ministero della difesa decide, grazie alla sottoscrizione attivata dalla Rai, di costruire un monumento commemorativo presso l'aeroporto militare di Pisa da dove era partita la flotta oggetto dell'eccidio. Alla fine del 1961 Giovanni Michelucci viene incaricato di dare forma al sacrario; nel gennaio del 1962 l'architetto pistoiese elabora alcuni progetti di notevole suggestione, con soluzioni che vanno da una grande piazza sopraelevata di cui il sacrario costituisce la cripta a una superficie connotata da rocce perforate da caverne-loculi in cui la cappella commemorativa assurge a simbolico Golgota.
Dopo che tali proposte erano già state sottoposte agli organi competenti - il ministero della Difesa, la Rai, le autorità religiose e l'Ina Casa, alla quale era stata affidata la costruzione - l'intero progetto subisce un radicale ridimensionamento, complici le notevoli difficoltà economiche, con profondo disappunto di Michelucci: il "monumento" si riduce dunque a semplice cappella votiva, con conseguente richiesta di maggiore semplicità e di aderenza alle necessità liturgiche. La necessità di riportare in patria le salme degli avieri induce le autorità, nel marzo del 1962, ad affrettare i tempi della costruzione: tra l'agosto e il settembre vengono messe a punto le strutture (realizzate in ferro per esigenze temporali) e l'opera viene finalmente conclusa nella primavera del 1963.
Nel 1989 la cappella è diventata parrocchia militare, col conseguente ampliamento delle funzioni religiose: ciò ha reso necessario l'adattamento di quella che prima era una semplice cappella votiva alla nuova destinazione, con incremento degli arredi e variazione di alcune funzioni liturgiche. Il sacrario si è inoltre progressivamente ampliato, comprendendo i caduti della 46ª Brigata aerea dal 1961 ad oggi, con conseguente aumento delle porzioni murarie destinate alle iscrizioni commemorative.

## Descrizione
Il sacrario è situato nell'immediata adiacenza dell'aeroporto militare di Pisa, in un'area situata alla periferia meridionale della città e delimitata verso ponente dai due assi viari della ferrovia e dell'Aurelia: il sacrario sorge isolato all'interno di un lotto erboso - sul cui confine è situato un filare di pini - tangente l'asse viario della via dei Caduti di Kindu che conduce all'ingresso dell'aeroporto; sul lato opposto della strada è collocato, ai margini del campo di volo, l'aereo su cui perirono i tredici avieri ai quali il sacrario è dedicato.

### Esterno
La chiesa si erge, episodio plastico isolato dal contesto, su di un manto erboso dal quale emergono, ad unica traccia commemorativa dell'eccidio, tredici massi lapidei. La cappella presenta una planimetria e una volumetria compatte, sviluppate su un solo piano fuori terra. La massa è caratterizzata dal disegno lineare dei volumi e dalla cromia grigia del cemento faccia vista, in cui risaltano il corpo stereometrico e massiccio della torre campanaria e la superficie ramata della copertura che sul retro si impenna con un plastico profilo. Concordemente con la semplicità dei volumi, i fronti hanno superfici finestrate dal disegno lineare: quello in facciata presenta un'ampia fascia a moduli rettangolari mentre quello retrostante ha un nastro che corre per tutta la lunghezza. Sul fronte orientale una piccola porta, situata a fianco della fascia finestrata, immette all'interno della cappella, caratterizzato da una qualità spaziale e materiale decisamente maggiore rispetto all'esterno.

### Interno
L'interno, a pianta trapezoidale articolata, presenta un'unica aula articolata in diversi luoghi tramite il valore segnico dei quattro poderosi pilastri metallici (piloni, collegati da cerniere a travi reticolari, ai quali corrispondono sul lato opposto altrettanti snelli pilastri a struttura reticolare) e la doppia quota del ballatoio retrostante l'altare: i primi, conferenti allo spazio un carattere protoindustriale, definiscono una sorta di deambulatorio in cui sono situati, addossati alla grande vetrata e caratterizzati da una superficie continua in marmo nero, i sepolcri degli avieri; il ballatoio invece, oltre a svolgere il ruolo di galleria durante le cerimonie commemorative, fornisce un naturale fondale al volume dell'altare, stereometrico blocco lapideo rialzato su di uno stilobate; al di sotto del ballatoio sono ricavati due locali (più uno di servizio al centro) oggi destinati alle funzioni della parrocchia. A fianco della porta d'ingresso è ricavata una piccola cappella, anch'essa semplicemente qualificata dal monolite dell'altare.
Concordemente con l'esterno, anche l'interno è caratterizzato dalla cromia del grigio del cemento faccia vista (così come grigia è la struttura metallica) e della pavimentazione in marmo: l'essenzialità delle superfici e degli apparati decorativi è rafforzata dalla notevole luminosità dello spazio e dalla forza evocativa del volume delle sepolture e delle semplici iscrizioni commemorative sul paramento murario.

## Fortuna critica
La critica ha unanimemente evidenziato la discrepanza esistente tra il valore - etico e estetico - dei progetti di studio ed il risultato finale, compromesso non pienamente soddisfacente tra le esigenze della committenza e la disponibilità del progettista. Diverse sono tuttavia le valutazioni: mentre Marco Dezzi Bardeschi (1988) considera l'opera finita come una soluzione "a metà tra la chiesa del Belvedere e l'Osteria del Gambero Rosso", in cui tutto appare fin troppo raggelato e con il "fuori" irreversibilmente appiattito, Belluzzi (1987) vi rintraccia la tensione utopica dell'autore, capace di conferire anche a una zona militare il valore di luogo comunitario, e ne loda la sobrietà degli elementi architettonici, nei quali risalta la sapienza compositiva di Michelucci nel piegare le coperture e nel graduare le fonti di luce. Secondo Belluzzi dunque quest'opera acquista anche un valore documentario in quanto gli schizzi preliminari aderiscono alla tensione emotiva delle chiese dell'Autostrada e di San Marino, anticipando le drammatiche visioni di Longarone (chiesa di Santa Maria Immacolata).